# Euphasmatodea
Gli Euphasmatodea, noti anche con il loro sinonimo junior Verophasmatodea sono un sottordine dei Phasmatodea, che contiene la stragrande maggioranza delle specie esistenti di insetti stecco e foglia, escludendo i Timematodea. La più antica testimonianza di Euphasmatodea è il genere Araripephasma ritrovato nella Formazione Crato del Brasile, risalente all'Aptiano del Cretaceo inferiore.

## Superfamiglie e famiglie
Il sottordine Euphasmatodea era precedentemente diviso in due infraordini: gli Areolatae e gli Anareolatae, in base alla presenza o assenza di un'"areola": un piccolo anello colorato o una fessura nel margine dell'ala. Questa divisione è stata sostituita e il sottordine è ora diviso in quattro superfamiglie: Aschiphasmatoidea, Bacilloidea, Phyllioidea e Pseudophasmatoidea. Quest'ultima include la famiglia Agathemeridae, precedentemente collocata nel sottordine Agathemerodea.

### Aschiphasmatoidea
Auth. Brunner von Wattenwyl, 1893
- †Archipseudophasmatidae[4]
- Aschiphasmatidae - Brunner von Wattenwyl, 1893 (Sud-est asiatico tropicale)
- Damasippoididae - Zompro, 2004 (Madagascar)
- Prisopodidae - Brunner von Wattenwyl, 1893 (America centrale e meridionale, Sud Africa, India, Indocina, Malesia)

### Bacilloidea
Auth. Brunner von Wattenwyl, 1893
- Anisacanthidae - Günther, 1953 (Madagascar)
- Bacillidae - Brunner von Wattenwyl, 1893 (Africa, Europe)
- Heteropterygidae - Kirby, 1896 (Australasia, Asia orientale e sud-orientale)

### Phyllioidea
Auth. Brunner von Wattenwyl, 1893
- Phylliidae - Brunner von Wattenwyl, 1893 (Australasia, Asia, Pacifico)

### Pseudophasmatoidea
Auth. Rehn, 1904; specialmente Americhe, Madagascar, Asia, Australasia, Europa
- Agathemeridae - Bradler, 2003 (monotipico)
- Heteronemiidae - Rehn, 1904
- Pseudophasmatidae - Rehn, 1904

### Infraordine Anareolatae
Le tre famiglie seguenti erano precedentemente inserite all'interno di "Anareolatae", ma attualmente (2021) sono considerate incertae sedis.
- Diapheromeridae - Kirby, 1904 - Distribuzione globale (tranne Antartide)
- Lonchodidae - Brunner von Wattenwyl, 1893[5][6] - In tutto il mondo, ma soprattutto in Africa meridionale, Asia e Australia
- Phasmatidae - Gray, 1835 - Asia, Australasia, Americhe (specialmente Sud America), Pacifico, Africa